# Campeonato Argentino de Futebol de 1920 (AAF)
O Campeonato Argentino de Futebol de 1920, originalmente denominado Copa Campeonato 1920, foi o trigésimo terceiro torneio da Primeira Divisão do futebol argentino e o vigésimo oitavo organizado pela Asociación Argentina de Football. O certame foi disputado entre 21 de setembro e 9 de janeiro de 1921, simultaneamente com a realização do torneio da Asociación Amateurs de Football. O Boca Juniors conquistou o seu segundo título de campeão argentino.

## Participantes
| Equipe                  | Cidade       |
| ----------------------- | ------------ |
| Banfield                | Banfield     |
| Boca Juniors            | Buenos Aires |
| Del Plata               | Buenos Aires |
| Estudiantes de La Plata | La Plata     |
| Huracán                 | Buenos Aires |
| Lanús                   | Lanús        |
| Nueva Chicago           | Buenos Aires |
| Palermo                 | Buenos Aires |
| Porteño                 | Buenos Aires |
| Sportivo Barracas       | Buenos Aires |
| Sportivo de Almagro     | Buenos Aires |
| Sportivo del Norte      | Buenos Aires |
| Sportivo Palermo        | Buenos Aires |

## Classificação final
| Pos | Equipes            | Pts | J  | V  | E | D  | GM | GS | SG  |
| --- | ------------------ | --- | -- | -- | - | -- | -- | -- | --- |
| 1.  | Boca Juniors       | 43  | 24 | 20 | 3 | 1  | 52 | 7  | +45 |
| 2.  | Banfield           | 31  | 24 | 13 | 5 | 6  | 35 | 21 | +14 |
| 3.  | Huracán            | 31  | 24 | 13 | 5 | 6  | 38 | 26 | +12 |
| 4.  | Porteño            | 30  | 24 | 13 | 4 | 7  | 31 | 26 | +5  |
| 5.  | Del Plata          | 26  | 24 | 10 | 6 | 8  | 22 | 27 | -5  |
| 6.  | Sportivo Barracas  | 25  | 24 | 10 | 5 | 9  | 26 | 28 | -2  |
| 7.  | Nueva Chicago      | 23  | 24 | 10 | 3 | 11 | 17 | 36 | -19 |
| 8.  | Sportivo del Norte | 22  | 24 | 9  | 4 | 11 | 19 | 47 | -28 |
| 9.  | Estudiantes (LP)   | 21  | 24 | 10 | 1 | 13 | 34 | 37 | -3  |
| 10. | Sportivo Palermo   | 19  | 24 | 8  | 3 | 13 | 26 | 52 | -26 |
| 11. | Lanús              | 15  | 24 | 5  | 5 | 14 | 12 | 15 | -3  |
| 12. | Sportivo Almagro   | 11  | 24 | 4  | 3 | 17 | 9  | 11 | -2  |
| 13. | Palermo            | 9   | 24 | 4  | 1 | 19 | 28 | 9  | +19 |

## Premiação
| Campeonato Argentino de Futebol de 1920 (AAF) |
| --------------------------------------------- |
| Boca Juniors Campeão (2° título)              |

## Goleador
| Jogador     | Gols | Equipe       |
| ----------- | ---- | ------------ |
| Pablo Bozzo | 12   | Boca Juniors |